# Bijoux et babioles
Albums de Juliette
Mutatis... mutandis
(2005) No Parano
(2011)
Bijoux & babioles, paru en 2008, est le sixième album studio de la chanteuse Juliette. Il a obtenu un disque d'or.

## Titres
| 1.    | À voix basse                              | 4:45 |
| 2.    | Tu ronfles !                              | 4:12 |
| 3.    | Ô casseroles, ô faussets                  | 3:50 |
| 4.    | Fina estampa (Isabel Chabuca Granda)      | 3:48 |
| 5.    | La jeune fille ou le tigre ?              | 5:43 |
| 6.    | Aller sans retour                         | 4:59 |
| 7.    | Tyrolienne haineuse (texte de Pierre Dac) | 4:17 |
| 8.    | La Boîte en fer blanc                     | 4:49 |
| 9.    | Chanson, con !                            | 1:51 |
| 10.   | Lapins ! (texte de François Morel)        | 4:09 |
| 11.   | Petite messe solennelle                   | 4:16 |
| 47:00 |                                           |      |

Un douzième titre devait figurer sur cet album entre Tyrolienne haineuse et La Boîte en fer blanc : titrée Bon débarras ! (texte de Didier Bégon), cette chanson reprend une musique de Tom Jobim pour l'enregistrement de laquelle les héritiers ont refusé leur autorisation. Absent du CD, ce titre est néanmoins chanté lors des concerts de la chanteuse.